# فضای چهارگوش
فضای چهارگوش یکی از ورودی‌های جدار پشتی زیربغل (آگزیلا) است. این فضا یکی از فضاهای بالینی مهم در پزشکی است.
فضای چهارگوش محل عبور رگ‌ها و اعصاب میان زیربغل و نواحی ماهیچه دالی و پشت کتف است.

## مرزها
- ماهیچه گرد بزرگ[۱] در کنار پایینی
- سر دراز ماهیچه سه‌سر بازویی در کنار داخلی
- گردن جراحی بازو در کنار خارجی
- ماهیچه زیرکتفی در کنار بالایی

## محتویات
از این فضا عصب زیربغلی و سرخرگ پسین چرخشی بازو عبور می‌کنند.

## نگارخانه

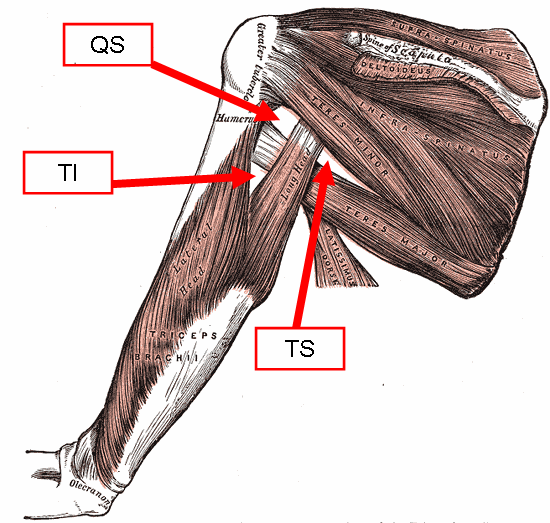